# Tegenpaus Hippolytus
Hippolytus van Rome (Asia, omstreeks 170 – Sardinië, omstreeks 235) was een kerkleraar die zich waarschijnlijk in 217 afzette tegen de lakse houding van paus Calixtus I door zichzelf tot bisschop van Rome uit te roepen. Zo zou hij de eerste tegenpaus zijn geworden en tevens de enige tegenpaus die als heilige wordt vereerd.

## Biografie
Sinds 192 was Hippolytus priester te Rome. Hij was een leerling van Ireneüs van Lyon en wordt als een van de belangrijkste kerkleraren van zijn tijd beschouwd. Hij verzette zich openlijk tegen de pausen van zijn tijd, opeenvolgend Zephyrinus, Calixtus I en Pontianus over de geloofskwestie wat betreft de drie-eenheid. Toen Calixtus in 217 seksuele zonden catalogeerde tot zonden die met een boete ongedaan gemaakt konden worden, terwijl ze volgens Hippolytus een doodzonde waren, liet Hippolytus zich door zijn volgelingen uitroepen tot bisschop. Dit was het begin van het zogenoemde schisma van Hippolytus.
Rond het jaar 235 werd Hippolytus samen met de nieuwe paus Pontianus in het kader van de christenvervolging door de Romeinse keizer Maximinus Thrax naar Sardinië verbannen. De twee raakten daar bevriend en verzoenden zich. Beiden stierven daar, waarschijnlijk door de onmenselijke omstandigheden in de Sardijnse mijnen. Al in 236 werden de overblijfselen van Hippolytus en Pontianus als heilige martelaars naar Rome overgebracht en begraven in de Catacombe van Sint-Calixtus.
Een andere lezing is, dat Hippolytus legeroverste was onder keizer Vespasianus (rond 70 n.Chr.), die christenen vervolgde. Toen de keizer merkte dat ook Hippolytus tot de sekte behoorde, liet hij het lichaam door wilde paarden uiteenscheuren.

## Werken
Hippolytus was een productief schrijver. Zo schreef hij onder andere commentaren op Daniël en de Apocalyps, het dogmatische werk De Antichristo en bestreed hij de gnostici in zijn Syntagma. Een groot deel van zijn werken is pas eind 19e eeuw ontdekt en alleen in een Oud-Slavische vertaling bekend.

## Pseudo-Hippolytus
Er zijn diverse werken aan Hippolytus toegeschreven die in allerlei gradaties pseudepigrafisch zijn: van misschien door Hippolytus geschreven tot zeker vervalsingen. De auteurs van deze werken worden aangeduid met Pseudo-Hippolytus.

## Naamdag
Zijn naamdag is 13 augustus. Hij is de patroonheilige van de Nederlandse stad Delft en van de Oostenrijkse steden: Sankt Pölten en Zell am See.

## Naar Hippolytus genoemde kerken
- Sint-Hippolytuskerk in Kamerik
- Hippolytuskerk in Kanis
- Hippolytuskerk in Middelstum de H. Hippolytus is de schutspatroon van deze kerk. Ook staat hij op het gemeentewapen van Middelstum. Hij staat afgebeeld geharnast, met een speer in zijn rechterhand, als strijder Gods.
- Hippolytuskerk in Hippolytushoef
- De Oude Kerk (1396) in Delft was tot aan de reformatie (1573) aan de H. Hippolytus gewijd. In 1804 werd een nieuwe katholieke parochie in de binnenstad weer aan deze heilige toegewijd. De neogotische Sint-Hippolytuskerk werd echter afgebroken toen het aantal katholieken in de Delftse binnenstad sterk verminderde. Thans is in Delft het voormalige Heilige Geestzusterhuis in gebruik als rooms-katholieke Sint-Hippolytuskapel.
- Sint-Hyppolytuskerk in Olterterp